# Бразіл (Індіана)
Бразіл (англ. Brazil) — місто (англ. city) в США, в окрузі Клей штату Індіана. Населення — 8181 особа (2020).

## Географія
Бразіл розташований за координатами 39°31′24″ пн. ш. 87°7′28″ зх. д. / 39.52333° пн. ш. 87.12444° зх. д. (39.523301, -87.124569).  За даними Бюро перепису населення США в 2010 році місто мало площу 7,91 км², з яких 7,84 км² — суходіл та 0,07 км² — водойми. В 2017 році площа становила 9,57 км², з яких 9,49 км² — суходіл та 0,08 км² — водойми.

## Демографія
Згідно з переписом 2010 року, у місті мешкало 7912 осіб у 3154 домогосподарствах у складі 2018 родин. Густота населення становила 1000 осіб/км².  Було 3583 помешкання (453/км²).
Расовий склад населення:
| - 97,1 % — білих - 0,6 % — чорних або афроамериканців - 0,5 % — азійців - 0,1 % — корінних американців |

До двох чи більше рас належало 1,0 %. Частка іспаномовних становила 1,6 % від усіх жителів.
За віковим діапазоном населення розподілялося таким чином: 26,0 % — особи молодші 18 років, 59,6 % — особи у віці 18—64 років, 14,4 % — особи у віці 65 років та старші. Медіана віку мешканця становила 36,2 року. На 100 осіб жіночої статі у місті припадало 92,3 чоловіків;  на 100 жінок у віці від 18 років та старших — 87,5 чоловіків також старших 18 років.
Середній дохід на одне домашнє господарство  становив 38 244 долари США (медіана — 28 797), а середній дохід на одну сім'ю — 45 554 долари (медіана — 37 390). Медіана доходів становила 43 047 доларів для чоловіків та 29 054 долари для жінок. За межею бідності перебувало 29,1 % осіб, у тому числі 31,4 % дітей у віці до 18 років та 19,2 % осіб у віці 65 років та старших.
Цивільне працевлаштоване населення становило 2821 осіб. Основні галузі зайнятості: виробництво — 20,5 %, освіта, охорона здоров'я та соціальна допомога — 20,3 %, роздрібна торгівля — 13,0 %, мистецтво, розваги та відпочинок — 12,8 %.

## Персоналії
- Джиммі Гоффа (1913-1975/1982) — популярний американський профспілковий лідер.